# Rógvi Baldvinsson
Rógvi Baldvinsson est un footballeur international féroïen né le 6 décembre 1989 à Tórshavn. Il évolue au poste de défenseur au Vidar Stavanger.

## Biographie

### Carrière internationale
Rogvi Baldvinsson reçoit sa première sélection en équipe des Îles Féroé le 3 juin 2011, à l'occasion d'une rencontre amicale face à la Slovénie. Lors de ce premier match, il inscrit un but contre son camp.
Rogvi Baldvinsson inscrit son premier but en sélection nationale le 12 octobre 2012, lors d'un match face à la Suède comptant pour les éliminatires de la Coupe du monde 2014.